# ケア・フリー静岡
ケア・フリー静岡株式会社は、静岡県葵区に本社を置く、指定訪問介護、指定福祉用具貸与・販売、在宅医療機器、介護タクシー、住宅改修指定居宅介護支援事業を行う企業である。

## 沿革
- 1999年(平成11年)
  - 11月　ケア・フリー静岡株式会社設立
- 2000年(平成12年)
  - 1月　「指定訪問介護事業」許可取得[1]
  - 3月　「指定福祉用具貸与[2]・販売事業」許可取得
  - 4月　介護保険制度スタート
- 2002年(平成14年)
  - 　　　 指定居宅介護支援事業所「ケアプランセンター千代田」設立

## 事業所
- ケアプランセンター千代田(静岡県静岡市葵区沓谷)